# Степени десяти (фильм)
Степени десяти — пара короткометражных документальных фильмов Чарльза и Рэя Имс.
Оба фильма изображают относительный масштаб Вселенной в соответствии с порядком величины (то есть логарифмической шкалой, с десятичным основанием), сначала расширяющемся от Земли, до размеров видимой Вселенной, а затем уменьшающемся внутрь, до размеров атом и его кварков.
Первый фильм-прототип,  был сделан в 1968 году; второй фильм в 1977 году.
Фильмы являются экранизациями книги «Космический взгляд» (1957) голландского педагога Киса Боеке.
Фильм 1977 года имеет ряд изменений по сравнению с прототипом, в том числе полностью цветной, перенос начальной точки из Майами в Чикаго, удаление релятивистского (временного) измерения, введение дополнительных двух степеней десяти с обеих сторон, смена рассказчика с Джудит Броновски на Филипа Моррисона  плюс улучшенная графика.
В 1998 году «Степени десяти» были выбраны Библиотекой Конгресса для сохранения в Национальном реестре фильмов США как культурно, исторически или эстетически значимые.

## Краткий обзор
Фильм начинается с вида сверху на мужчину и женщину, устраивающих пикник в парке на берегу озера Чикаго — изображение фигур на одеяле, окруженных едой и книгами, одна из них — «Голоса времени» Дж. Т. Фрейзера.
Затем мужчина (которого играет швейцарский дизайнер Пол Брювилер) засыпает, в то время как женщина (которую играет Эцу Гарфиас) начинает читать одну из книг.
Обзор в кадре, медленно увеличивается до вида 10 метров.
Уменьшение масштаба продолжается (со скоростью одна степень десяти за 10 секунд), до вида 100 метров  (102 метра) и так далее, продолжая уменьшать масштаб до поля зрения в 1024, или  100 миллионов световых лет в поперечнике.
Далее идёт обратный процесс который продолжается увиличеним масстаба до обзора 10−16.